# 銹紅林鷓鴣
銹紅林鷓鴣（學名 : Caloperdix oculeus）是一種雉科鳥類品種；生物分類學上屬於單型屬Caloperdix。被發現於印尼、馬來西亞、緬甸與泰國。其天然棲息地在亞熱帶或熱帶的乾燥森林，或是熱帶的潮濕低地森林。牠們受到棲息地破壞的威脅。